# Toxorhynchites lewisi
Toxorhynchites lewisi är en tvåvingeart som beskrevs av Ribeiro 1991. Toxorhynchites lewisi ingår i släktet Toxorhynchites och familjen stickmyggor.
Artens utbredningsområde är Sierra Leone. Inga underarter finns listade i Catalogue of Life.